# Roger Hillman
Roger Hillman (* 19. September 1946) ist ein australischer Germanist und Filmwissenschaftler. Er lehrt als Professor Neuere Deutsche Literaturwissenschaft und Filmwissenschaften an der Australian National University in Canberra. 
Hillman hat zahlreiche Werke zum Thema neuer deutscher Film und neuere deutsche Literatur in englischer Sprache veröffentlicht. In deutscher Sprache war er Mitautor an Kanaken und andere Schauspieler. Performative Identitäten bei Feridun Zaimoglu und Yadé Kara (2006), das innerhalb der Reihe Revue Germanica erschienen ist.